# Minecraft: Story Mode
Minecraft: Story Mode foi uma série interativa point-and-click produzido pelo estúdio Telltale Games, baseado no jogo de sandbox Minecraft. Uma série interativa baseada no jogo foi produzida pela Netflix e disponibilizada no final de 2018.
Ambas as temporadas do jogo não estão mais disponíveis para download desde 25 de junho de 2019, devido à falência da desenvolvedora Telltale Games no final de 2018.

## Jogabilidade
O jogador coleta itens, soluciona quebra-cabeças, e fala com NPCs através de árvores de diálogo para aprender sobre a história e determinar o que fazer a seguir. Tal como em outros jogos da Telltale Games, as decisões que o jogador faz impactam eventos no episódio atual e nos seguintes. Entretanto, diferente dos jogos anteriores deste estúdio, que tendiam a ter tons mais maduros ou emocionais, incluindo a morte de personagens importantes, Minecraft: Story Mode é focado para ser um jogo familiar, então as decisões ainda assim são centrais e emocionais, mas não envolvem imagens ou temas maduros.
Elementos de construção, centrais ao Minecraft, estão incluídos no jogo, seguindo uma abordagem similar. O jogo apresenta sequência de ação e combate, guiadas tanto por quick time events (similar a outros jogos episódicos da Telltale) e controles mais do tipo de arcade, como desvencilhar-se de destroços em uma estrada.